# Newtons vugge
Newtons vugge eller Newtons kugler er en mekanisk anordning, som viser hvordan bevægelsesmængde bevares og overføres i et system med lidt friktion. Newtons vugge blev opfundet af den hollandske matematikker og naturfilosof Willem Jacob 's Gravesande, som lavede flere apparater til at demonstrere Newtons fysik.
Newtons vugge er konstrueret af en række penduler (oftest fem; typisk ulige antal), som hænger tæt imod hinanden. Hvert pendul er kugleformet, og sat fast til rammen med to lige lange tråde. Alle trådene må være lige lange for at pendulkuglerne skal være i balance, og måden kuglerne er hængt op på, sikrer at alle pendulbevægelserne vil ske i samme plan. 
Ved at løfte én af de yderste kugler og slippe den ned mod den næste, vil man kunne se at denne kugles bevægelsesenergi overføres gennem alle kuglerne til den yderste kugle på modsat side. Denne kugle vil da svinge op til (næsten) samme højde som den første blev sluppet fra, og når kuglen pendulerer ned igen gentages bevægelsen i modsat retning. De midterste kugler bevæger sig ikke, eftersom bevægelsesenergien de bliver tilført overføres direkte til næste kugle. På grund af luftmodstand og anden friktion, vil bevægelsen langsomt dø ud.
En lignende indretning er en rund skive med et rullespor langs yderkanten. I sporet ligger et antal ens stålkugler. Skiven ligger lidt på skrå og alle kuglerne vil samle sig i den nedre kanten. Dersom en af kuglerne slippes fra det højeste punkt, vil den trille ned og ramme rækken af kugler. Kuglerne bliver liggende stille, hvorimod den sidste slås ud. Denne kugle triller over toppen og processen gentager sig. På grund af friktionskræfter vil kuglen ikke nå over toppen.  Skiven monteres på en motor, som meget langsomt drejer denne rundt. Denne langsomme drejebevægelsen er ikke synlig og tilfører den rullende kugle nok energi til, at den når over toppen. Man har da et system som øjensynligt bevæger sig evigt – en perpetuum mobile. Drejebevægelsen kan kun observeres ved at skivens laveste punkt flytter sig over tid.